# James Darren
James Darren, conosciuto anche come Jimmy Darren, pseudonimo di James William Ercolani (Filadelfia, 8 giugno 1936 – Los Angeles, 2 settembre 2024), è stato un attore, cantante e direttore artistico statunitense.

## Biografia
Darren cominciò la sua carriera come divo degli adolescenti con diversi ruoli in B-movie, tra cui ebbe particolarmente successo quello di Moondoggie in I cavalloni (1959), al fianco di Sandra Dee e Cliff Robertson. Allo stesso tempo, raggiunse anche una serie di successi come cantante di pop per la Colpix Records, il più noto dei quali fu Goodbye Cruel World (#3 sulla Billboard Hot 100 nel 1961). Partecipò anche a uno dei film musicali (destinati ai video-jukebox) della serie Scopitone (Because You're Mine).
Dal 1983 al 1986 interpretò il ruolo dell'agente di polizia Jim Corrigan nella serie televisiva T.J. Hooker.
Tra il 1998 e il 1999 fece parte del cast di Star Trek: Deep Space Nine, terza serie live-action del franchise di fantascienza Star Trek, in cui interpretò il cantante di night club Vic Fontaine, personaggio del ponte ologrammi del bar di Quark, apparendo in tutto in 8 episodi tra la sesta e settima stagione.

## Filmografia parziale

### Attore

#### Cinema
- Sindacato del porto (Rumble on the Docks), regia di Fred F. Sears (1956)
- Off Limits - Proibito ai militari (Off Limits), regia di Richard Quine (1957)
- I fratelli Rico (The Brothers Rico), regia di Phil Karlson (1957)
- The Tijuana Story, regia di László Kardos (1957)
- Il sentiero della violenza (Gunman's Walk), regia di Phil Karlson (1958)
- I cavalloni (Gidget), regia di Paul Wendkos (1959)
- Ritmo diabolico (The Gene Krupa Story), regia di Don Weis (1959)
- Because They're Young, regia di Paul Wendkos (1960) - cameo
- La pelle degli eroi (All the Young Men), regia di Hall Bartlett (1960)
- Che nessuno scriva il mio epitaffio (Let No Man Write My Epitaph), regia di Philip Leacock (1960)
- I cannoni di Navarone (The Guns of Navarone), regia di J. Lee Thompson (1961)
- Gidget Goes Hawaiian, regia di Paul Wendkos (1961)
- Il dominatore (Diamond Head), regia di Guy Green (1963)
- Gidget a Roma (Gidget Goes to Rome), regia di Paul Wendkos (1963)
- For Those Who Think Young, regia di Leslie H. Martinson (1964)
- Gli impetuosi (The Lively Set), regia di Jack Arnold (1964)
- Può una morta rivivere per amore? (Paroxismus), regia di Jesús Franco (1969)
- The Boss' Son, regia di Bobby Roth (1978)
- Random Acts, regia di Angela Garcia Combs (2001)
- Lucky, regia di John Carroll Lynch (2017)

#### Televisione
- The Web – serie TV, un episodio (1957)
- The Lineup – serie TV, episodio 6x11 (1959)
- Viaggio in fondo al mare (Voyage to the Bottom of the Sea) – serie TV, episodio 2x25 (1966)
- Kronos - Sfida al passato (The Time Tunnel) – serie TV, 30 episodi (1966-1967)
- The Man from the 25th Century, regia di Irwin Allen – film TV (1968)
- Love, American Style – serie TV, episodio 3x02 (1971)
- La città degli acquanauti (City Beneath the Sea), regia di Irwin Allen – film TV (1971)
- The Life of Jenny Dolan, regia di Jerry Jameson – film TV (1975)
- S.W.A.T. – serie TV, episodi 2x16-2x17 (1976)
- Pepper Anderson - Agente speciale (Police Woman) – serie TV, episodi 2x23-2x24 (1976)
- La squadriglia delle pecore nere (Baa Baa Black Sheep) – serie TV, un episodio (197)
- Charlie's Angels – serie TV, episodio 2x07 (1977)
- Sulle strade della California (Police Story) – serie TV, 5x02 (1977)
- Hawaii Squadra Cinque Zero (Hawaii Five-O) – serie TV, episodi 11x12-11x13 (1978-1979)
- Vega$ – serie TV, episodio 2x17 (1980)
- Turnover Smith, regia di Bernard L. Kowalski – film TV (1980)
- Scruples, regia di Robert Day – film TV (1981)
- Love Boat (The Love Boat) – serie TV, episodio 4x17 (1981)
- Fantasilandia (Fantasy Island) – serie TV, 3 episodi (1979-1982)
- Giorno per giorno (One Day at a Time) – serie TV, episodio 8x14 (1983)
- T.J. Hooker – serie TV, 66 episodi (1982-1986)
- Raven – serie TV, un episodio (1992)
- Renegade – serie TV, episodio 1x06 (1992)
- Due poliziotti a Palm Beach (Silk Stalkings) – serie TV, episodio 4x01 (1994)
- Un detective in corsia (Diagnosis Murder) – serie TV, episodio 5x01 (1997)
- Melrose Place – serie TV, 5 episodi (1999)
- Star Trek: Deep Space Nine – serie TV, 8 episodi (1998-1999)

### Doppiatore

#### Cinema
- Yogi, Cindy e Bubu (Hey There, It's Yogi Bear), regia di William Hanna e Joseph Barbera (1964)

#### Televisione
- Gli antenati (The Flintstones) (1965)

## Discografia parziale

### Album
- 1960 - James Darren No. 1 (reissued 2004)
- 1961 - Sings the Movies (Gidget Goes Hawaiian)
- 1962 - Love Among the Young (reissued 2004)
- 1962 - Sings for All Sizes
- 1963 - Bye Bye Birdie
- 1963 - Teen-Age Triangle
- 1963 - More Teen-Age Triangle
- 1967 - All (reissued 2005)
- 1971 - Mammy Blue
- 1972 - Love Songs from the Movies
- 1999 - This One's From the Heart
- 2001 - Because of You

### Singoli
- 1959 - Gidget
- 1959 - Angel Face
- 1961 - Goodbye Cruel World (US #3)
- 1962 - Her Royal Majesty (US #6)
- 1962 - Conscience (US #11)
- 1962 - Mary's Little Lamb (US #39)
- 1967 - All (US #35)
- 1977 - You Take My Heart Away

## Riconoscimenti
- Laurel Award
  - 1959 – Candidatura come Golden Laurel Top Male New Personality

## Doppiatori italiani
- Cesare Barbetti ne Il sentiero della violenza, La pelle degli eroi, I cannoni di Navarone, Il dominatore
- Oliviero Cappellini in Lucky